# Livrea Regionale
La livrea Regionale di Trenitalia rappresenta l'ultima evoluzione estetica e funzionale dei convogli utilizzati per il trasporto regionale in Italia. Introdotta ufficialmente nel 2024, questa livrea è destinata a sostituire progressivamente le precedenti versioni, tra cui la DPR (Direzione Passeggeri Regionale) e la storica XMPR.
Tale livrea rappresenta un ulteriore passo avanti rispetto alla livrea DPR, introdotta nel 2014, che a sua volta aveva sostituito la storica livrea XMPR per i treni regionali. Con la completa adozione della nuova livrea, si pone fine a un'era estetica che ha caratterizzato per decenni il trasporto ferroviario regionale italiano.

## Caratteristiche tecniche
La nuova livrea è caratterizzata da una combinazione di colori verde e giallo, tonalità cromatiche moderne, basate su scale RAL e Pantone. L’obiettivo è coniugare funzionalità e design, migliorando l’esperienza visiva e di viaggio dei passeggeri, coprendo l'intera flotta regionale di Trenitalia. Lo schema cromatico è stato progettato per riflettere un'identità visiva più moderna e accattivante, pur mantenendo un legame con la territorialità delle singole regioni. Ogni regione avrà la possibilità di personalizzare i propri convogli con stemmi distintivi, come il Leone di San Marco per il Veneto o l'aquila per il Friuli Venezia Giulia. Le porte dei treni sono di colore giallo, in contrasto con il verde predominante della carrozzeria, migliorando la visibilità e la sicurezza per i passeggeri.

## Mezzi coinvolti
La nuova livrea è destinata a tutti i convogli regionali non destinati alla demolizione. L'obiettivo è quello di avere il 20% della flotta regionale con la nuova cromia entro il 2025, il 50% entro il 2027 e il 100% entro il 2033. Tra i mezzi interessati si trovano:
- HTR 312/412 Blues[5];
- BTR 813[6]
- ATR 365[6]
- ETR 563[6]
- ETR 170[6], 340, 343, 360[6]
- ATR 365/465;
- ETR 324/425/526 Jazz;
- ALe/ALn 501 - ALe/ALn 502 Minuetto;
- ETR 103/104 Pop;
- ETR 421/521/522/621 Rock;
- ATR 220 Tr Swing;
- Treno Alta Frequentazione;
- E.464;
- Carrozze Vivalto;
- Carrozze Medie Distanze (MDVC e MDVE).

## Prospettive future
Si prevede che alcuni mezzi meno recenti saranno gradualmente accantonati, come alcuni TAF, che nel 2033 avranno 34 anni di servizio, e alcune locomotive E.464 della prima serie. Questa progressione consentirà un rinnovamento complessivo del parco mezzi.